# Operación Amanecer 1
La Operación Amanecer 1 (también llamada Operación Valfajr 1) fue una ofensiva iraní en la Guerra Irán-Irak. El 10 de abril de 1983 Irán tomó Ein Kosh con el objetivo inmediato de Fuka (al este de Amara, Irak) para tomar la carretera Bagdad-Basora. La operación fue muy pesada para los Cuerpos de la Guardia Revolucionaria Islámica (CGRI) y fue una de las 3 costosas ofensivas de ataques de olas humanas de ese mismo año, aunque con fuertes pérdidas para ambos bandos la operación falló para derrotar a los iraquíes.